# Chernes rhodinus
Chernes rhodinus es una especie de arácnido  del orden Pseudoscorpionida de la familia Chernetidae.

## Distribución geográfica
Se encuentra en Grecia y en Israel.